# Chelonus grandipunctatus
Chelonus grandipunctatus är en stekelart som beskrevs av He 2001. Chelonus grandipunctatus ingår i släktet Chelonus och familjen bracksteklar. Inga underarter finns listade i Catalogue of Life.